# أكاديمية السينما والتلفزيون الكنديين
أكاديمية السينما والتلفزيون الكنديين (بالإنجليزية: Academy of Canadian Cinema & Television)‏ هي منظمة غير ربحية كندية تأسست عام 1979. تسعى للاعتراف باسهامات العاملين في مجالَي السينما والتلفزيون في البلاد. ومن أبرز أعمالها نشْر دليل سنوي للعاملين في مجالَي السينما والتلفزيون في كندا. كما تقوم بتنظيم مهرجان تَمنح فيه جوائز سنوية لأفضل الأفلام الكَندية الناطقة باللغة الإنجليزية (جوائز الشاشة الكندية)، ومهرجان آخر لأفضل الأفلام الكَندية الناطقة باللغة الفرنسية (جوائز جيمو).

## محطات تاريخية
- 1979 - تأسيس أكاديمية السينما الكندية
- 1980 - تغيير اسم الإيتروغ لتصبح جوائز جيني
- 1980 - عقد حفل توزيع جوائز جيني الأول
- 1985 - تغيير اسم المنظمة لتصبح أكاديمية السينما والتلفزيون الكنديين
- 1986 - الكشف عن التمثال المصغَّر لجائزة جمناي
- 1987 - عقد حفل توزيع جوائز جيمو الأول
- 1993 - إحداث جائزة كلود جوترا للاعتراف ببصمة المخرجين الجدد
- 1995 - انطلاق الموقع الرسمي للأكاديمية
- 2003 - استحداث فئة جوائز الإعلام الرقمي في حفل توزيع جوائز جمناي 2010
- 2008 - بث حفل توزيع جوائز جيمو على الإنترنت
- 2012 - إعلان الأكاديمية عن دمج كلًا من جائزتي جمناي وجيني تحت مظلة جوائز الشاشة الكندية[4]

## وصلات خارجية
- موقع أكاديمية السينما والتلفزيون الكنديين (بالإنجليزية)
- قناة أكاديمية السينما والتلفزيون الكنديين  على يوتيوب
- الأرشيفات الرقمية لهيئة الإذاعة الكندية - أضواء لامعة ومناوشات سياسية: صناعة الأفلام الكندية (بالإنجليزية)